# Fantasy Gardens
Fantasy Gardens est une attraction de Hong Kong Disneyland située à Fantasyland. Ce sont des jardins servant de lieu de rencontre avec les personnages Disney. Il reprend le thème des jardins Chinois avec plusieurs référence tell que Mulan ou d'autres animations Disney.